# Mitterfels
Mitterfels är en köping (Markt) i Landkreis Straubing-Bogen i Regierungsbezirk Niederbayern i förbundslandet Bayern i Tyskland.
Köpingen ingår i kommunalförbundet Mitterfels tillsammans med kommunerna Ascha Falkenfels och Haselbach.